# Elizabeth LeCompte
Elizabeth LeCompte (ur. 28 kwietnia 1944) – założycielka, członkini i reżyserka eksperymentalnej grupy teatralnej The Wooster Group. Jest uważana za jedną z pięćdziesięciorga najważniejszych współczesnych reżyserów teatralnych. Z teatrem eksperymentalnym związała się w 1970 roku, gdy dołączyła do grupy Richarda Schechnera, The Performance Group (1967–1980), mającej siedzibę w tak zwanym Performing Garage. Z aktorem Willemem Dafoe ma syna Jacka (ur. 1982).